# Paul Julius Reuter
Paul Julius Barão von Reuter (Kassel, 21 de julho de 1816 — Nice, 25 de fevereiro de 1899) foi um jornalista e empresário da comunicação teuto-britânico-francês, fundador da agência de notícias Reuters.

## Biografia
Nasceu em Kassel, Alemanha, pertencente a uma família judia, seu pai era rabino, seu nome ao nascer era Israel Beer Josaphat. Em Gotinga, Reuter se encontrou com Carl Friedrich Gauss que experimentava a transmissão de sinais elétricas por via aérea.
Em 29 de outubro de 1845, Reuter se mudou para Londres, trocando seu nome para Paul Julius Reuter e pouco depois se converteu ao cristianismo, durante uma cerimônia na St George's German Lutheran Church, em Londres. Em 23 de novembro do mesmo ano contraiu matrimônio, em Berlim, com Ida Maria Elizabeth Clementine Magnus. Depois das Revoluções de 1848, abandonou a Alemanha rumando a Paris, onde trabalhou na nova Agência de Charles-Louis Havas, futura Agência France-Presse.
Enquanto a telegrafia evoluía, Reuter fundou a Agência de notícias Reuter em Aachen (Aquisgrão) que transmitia mensagens entre Bruxelas e Aachen, usando pombos-correio. Essa era a conexão que faltava para unir Berlim e Paris. A transmissão através de pombos era muito mais rápida que o correio ferroviário, dando acesso mais rápido a Reuter às notícias. Em 1851 o correio através de pombos foi substituído por uma conexão telegráfica.

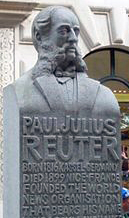
Estátua de Paul Reuter em Londres.

Em 1851 Reuter voltou a Londres e estabeleceu um escritório na Bolsa de Valores de Londres. Reuter fundou a agência Reuters, uma das maiores agências de notícias financeiras do mundo. Em 17 de março de 1857, adquiriu a nacionalidade britânica.
Foi estabelecida uma linha telegráfica entre a Grã-Bretanha e o continente através do Canal da Mancha. Essa conexão foi estendida ao sudoeste da Irlanda, em Cork, em 1863, ali os barcos procedentes da América enfrentavam ao mar com as notícias, que posteriormente eram telegrafadas a Londres, chegando antes que os barcos.
Em 1871, o duque de Saxe-Coburgo-Gota conferiu-lhe o título de barão, confirmado depois pela Rainha Vitória do Reino Unido. Teve três filhos, George, terceiro barão de Reuter, Andre e Clementine Maria. Clementine foi casada com o Conde Otto Stenbock, e após sua morte, com Sir Herbert Chermside, governador de Queensland. George, 3º Barão de Reuter, teve dois filhos: Oliver, 4º Barão de Reuter e Ronald Reuter. O último membro da família, Baronesa Marguerite de Reuter, viúva do 4º Barão, morreu em 25 de Janeiro de 2009, com a idade de 96 anos.
Reuter morreu em Villa Reuter, Nice, França, sendo levado após seu falecimento a Londres, onde foi enterrado no Cemitério de West Norwood.

## Legado
- Edward G. Robinson interpretou Reuter no filme da Warner Bros. A Dispatch from Reuter's, em 1940.
- Em 25 de fevereiro de 1999, a Agência de Notícias Reuters comemorou o centenário da morte de seu fundador com o lançamento de um prêmio universitário (Paul Julius Reuter Innovation Award), na Alemanha.[4]